# Деньдобра, Антонина Филипповна
Антонина Филипповна Деньдобра (1921—2004) — советский передовик сельскохозяйственного производства. Герой Социалистического Труда (1971).

## Биография
Родилась 21 ноября 1921 года в селе Безводное, Винницкой области в многодетной крестьянской семье.
До 1941 года работала дояркой в колхозе Ямпольского района. В период Великой Отечественной войны проживала на оккупированной гитлеровскими войсками территории. Вскоре после окончания войны, после смерти родителей, А. Ф. Деньдобра взяла на воспитание четырёх своих братьев и сестёр.
После окончания войны вновь работала в колхозе Ямпольского района в полеводческой бригаде и на птицеферме. А. Ф. Деньдобра была первой среди женщин села Безводное вступившей в КПСС.
Позже начала работать дояркой на молочно-товарной ферме колхоза. Много внимания уделяла формированию высокопродуктивного стада, племенной работе. Для успешного раздаивания коров доила их по 4-6 раз в день. Благодаря настойчивой работе А. Ф. Деньдобра товарность молока достигла — 95 процентов.
В 1960 и в 1966 году Указом Президиума Верховного Совета СССР «за выдающиеся успехи в труде» А. Ф. Деньдобра дважды награждалась Орденом Трудового Красного Знамени.
8 апреля 1971 года Указом Президиума Верховного Совета СССР «за выдающиеся успехи, достигнутые в развитии сельскохозяйственного производства и выполнении пятилетнего плана продажи государству продуктов земледелия и животноводства» Антонина Филипповна Деньдобра была удостоена звания Героя Социалистического Труда с вручением Ордена Ленина и золотой медали «Серп и Молот».
В 1971 году довела надои до 6000 килограмм молока от каждой фуражной коровы.
Помимо основной деятельности избиралась депутатом Безводненского сельского и Ямпольского районного Советов депутатов трудящихся.
После выхода на пенсию жила в селе Безводное Ямпольского района Винницкой области. Умерла 7 апреля 2004 года.

## Награды
- Медаль «Серп и Молот» (8.04.1971)
- Орден Ленина (8.04.1971)
- Два Ордена Трудового Красного Знамени (07.03.1960, 22.03.1966)
- Медаль «За трудовое отличие» (26.02.1958)